# Renate Citron-Piorkowski
Renate Citron-Piorkowski (geboren 1949) ist eine deutsche Juristin und ehemalige Richterin.

## Familie
Renate Citron-Piorkowski ist eine Enkelin des ehemaligen Oberverwaltungsgerichtsrats Samuel Siegfrid Fritz Citron, der von den Nationalsozialisten entrechtet worden war und sich nach der Pogromnacht 1938 das Leben nahm.

## Beruflicher Werdegang
Ab 1976 arbeitete Renate Citron-Piorkowski als Richterin. Von 1990 bis 2000 war die Juristin am Oberverwaltungsgericht Berlin tätig, anschließend bis zu ihrer Pensionierung 2014 als Vorsitzende Richterin am Verwaltungsgericht Berlin.
1992 schlug die SPD sie für das Amt einer Richterin am Verfassungsgerichtshofs des Landes Berlin vor. Während ihrer Kandidatur äußerte die Juristin sich kritisch zum Koalitionsentwurf für ein neues Polizeigesetz. Der justizpolitische Sprecher der CDU-Fraktion, Andreas Gram, äußerte, daraufhin, der Vortrag der Juristin wecke „ernsthafte Zweifel an ihrer Fachkompetenz“. Sie wurde dennoch gewählt und war von März 1992 bis 27. Mai 1997 am Verfassungsgerichtshofs des Landes Berlin Richterin.
2014 nahm sie an der 4. Internationalen rechtsvergleichenden Konferenz in Hanoi teil, die von der IRZ-Stiftung veranstaltet wurde.

## Engagement
Im März 2020 unterzeichnete die Juristin einen Brief, in dem gegen die Aussage der damaligen Gesundheitssenatorin Dilek Kalayci (SPD) protestiert wurde, es sollten zum Schutz vor der Pandemie alle über 70-Jährigen in Quarantäne gehen. Renate Citron-Piorkowski vertrat die Auffassung, dass allein die Möglichkeit der Selbstgefährdung für irgendeine Zwangsmaßnahme für einen Teil der Bevölkerung nur wegen dessen Selbstschutzes nicht ausreiche. Eine derartige staatliche Bevormundung widerspreche der Verfassung.

## Verfahren
2006 urteilte eine Kammer unter dem Vorsitz von Renate Citron-Piorkowski, dass die 2003 in Kolumbien entführte Reinhilt Weigel die Kosten für ihre Befreiung nicht erstatten müsse. Die Forderung des Auswärtigen Amtes habe keine Rechtsgrundlage.
2010 führte die Richterin am Berliner Verwaltungsgericht ein Verfahren aus dem Bereich des Verbraucherschutzes, das Beachtung in der Presse fand. Lebensmittelprüfer hatten beanstandet, dass Hersteller Geflügelfleisch zerkleinerten und wieder zusammenpressten, um es dann unter der Bezeichnung Putenbrust-Fleischspieß in den Handel zu bringen. Das Gericht erklärte diese Praxis für unzulässig.
2014 klagte Konditormeister Joachim Soltmann erfolgreich vor dem Berliner Verwaltungsgericht gegen einen Eintrag über seine Firma auf der Internet-Pranger-Liste des Senats. Mit der Liste sollten primär Hygienemängel öffentlich gemacht werden, doch bei Soltmann wurden vor allem fehlende Dokumente für Lieferungen beanstandet. Renate Citron-Piorkowski, deren Kammer für das Verfahren zuständig war, äußerte, es gebe klare Vorgaben für den Pranger, daher sei die Auflistung der Konditorei unzulässig.

## Publikationen (Auswahl)
Renate Citron-Piorkowski, Ulrich Marenbach: Verjagt aus Amt und Würden. Vom Naziregime 1933 verfolgte Richter des Preußischen Oberverwaltungsgerichts. Hentrich & Hentrich Verlag, Leipzig 2017, ISBN 978-3-95565-177-0.